# Алферьевский сельсовет (Пензенская область)
Алферьевский сельсовет — сельское поселение в Пензенском районе Пензенской области Российской Федерации.
Административный центр — село Алферьевка.

## История
Статус и границы сельского поселения установлены Законом Пензенской области от 2 ноября 2004 года № 690-ЗПО «О границах муниципальных образований Пензенской области».

## Население
| 2002  | 2010  | 2012  | 2013  | 2014  | 2015  | 2016  |
| ----- | ----- | ----- | ----- | ----- | ----- | ----- |
| 2448  | ↗2666 | ↗2667 | ↗2695 | ↘2668 | ↘2624 | ↘2618 |
| 2017  | 2018  | 2021  |       |       |       |       |
| ↘2596 | ↘2549 | ↘2292 |       |       |       |       |

## Состав сельского поселения
| №  | Населённый пункт | Тип населённого пункта       | Население |
| -- | ---------------- | ---------------------------- | --------- |
| 1  | Алферьевка       | село, административный центр | ↗1666     |
| 2  | Безводное        | село                         | ↘5        |
| 3  | Берёзовая Роща   | посёлок                      | ↗422      |
| 4  | Бутырки          | деревня                      | 3         |
| 5  | Казеевка         | село                         | ↗171      |
| 6  | Камайка          | деревня                      | 51        |
| 7  | Ключи            | деревня                      | 69        |
| 8  | Лемзяйка         | деревня                      | 154       |
| 9  | Ленинка          | деревня                      | 15        |
| 10 | Никифоровка      | село                         | ↘110      |

## Известные уроженцы
- Власов, Александр Васильевич (1926—2017) — организатор строительного производства. В 1968—1978 гг. — управляющий строительным трестом № 21, г. Уфа. Лауреат премии Совета Министров СССР.